# 叉燒酥

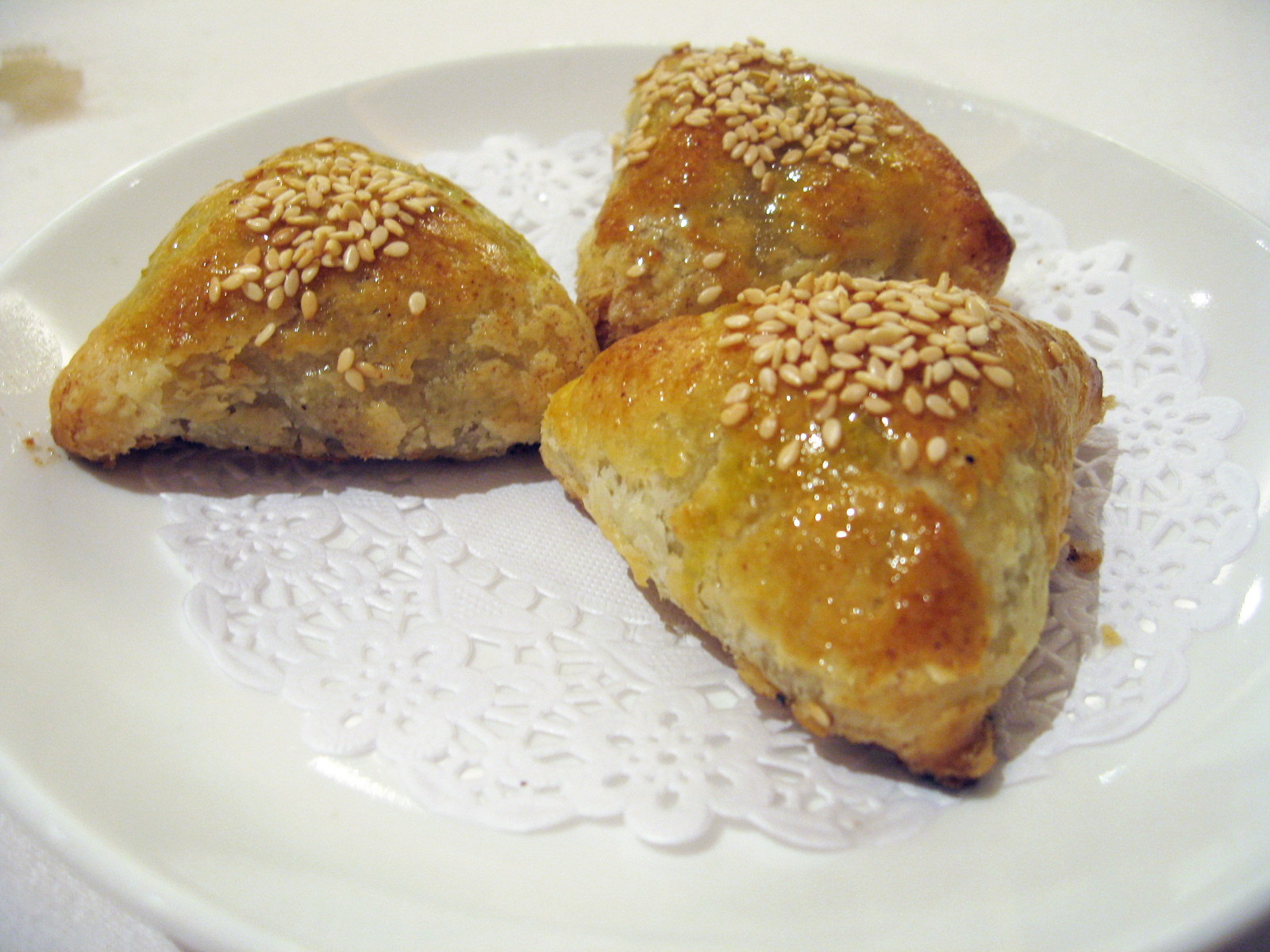
三角形叉燒酥

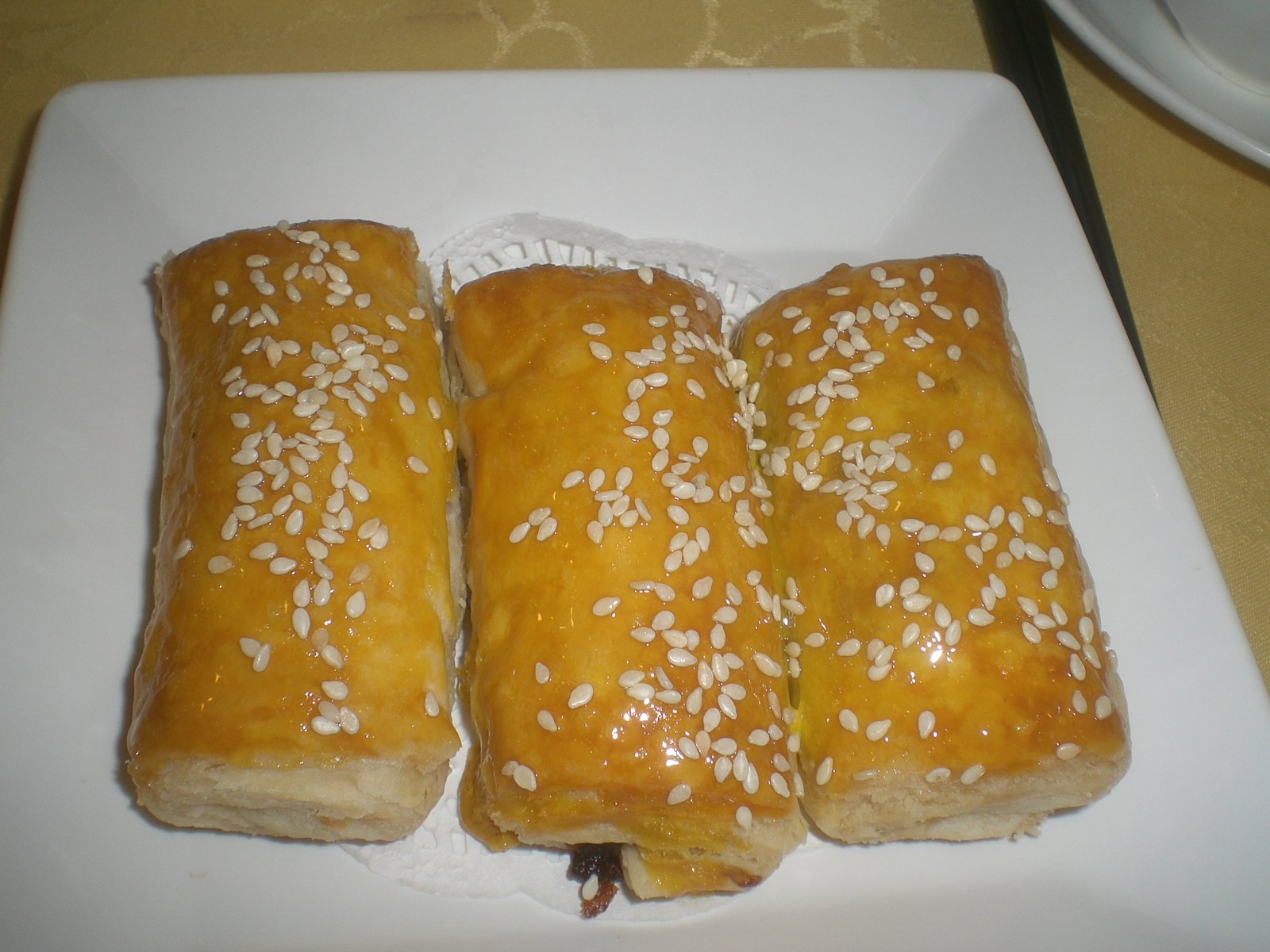
長條形叉燒酥

叉燒酥為一種中國廣東的一種小吃，以麵團包裹叉燒餡料烤製而成。相比炸製點心，叉燒酥較為乾爽。叉燒酥除了是廣東的小吃外，在香港的酒樓還會作為一種點心。

## 做法
1. 將材料中低筋麵粉和酥油揉成麵糰壓成20x40公分的大，三折後再重覆一次，再壓成一大片
2. 捲成一長條捲。將麵糰壓扁後，成大長薄片，再切割成每段8cm長的餅皮。
3. 在每張餅皮上放上叉燒餡，在餅皮的三面刷上蛋黃後，捲成一長條狀.
4. 烤箱預熱，放入烤20分至金黃色即成。

## 脂肪
香港食物環境衞生署化驗了市面75種常見的中式點心，例如叉燒酥、山竹牛肉等，發現不少點心的脂肪總量、飽和脂肪和鈉的含量偏高，增加慢性病的危險，例如引致心血管系統疾病、血壓上升等。飽和脂肪含量最高的全為甜點，首位是椰汁馬豆糕，叉燒酥居次。